# Pierre René Martinet
Pierre René Martinet est un homme politique français né le 29 décembre 1788 à Château-Gontier (Mayenne) et décédé le 23 novembre 1866 au même lieu.

## Biographie

### Origine et notaire
Il est le fils d'Augustin Martinet, fermier de four banal, devenu par la suite boulanger, et de Perrine Caillet. Remarqué par le notaire Joseph Bonneau Touchebaron, maire de Château-Gontier, il est engagé comme clerc puis prend la direction de l'étude de notaire en 1814, qu'il reçoit en legs. Il augmente rapidement la clientèle, s'attachant tous les horizons politiques de la région. Il revend son étude pendant le Second empire.
Il acquiert en 1830 du Comte de Bréon l' hôtel de Tivoli à Château-Gontier.

### Homme politique
Il est adjoint au maire de mai à juillet 1815, et n'occupe aucune fonction administrative pendant la Seconde restauration. Il est nommé maire par le gouvernement de la monarchie de Juillet à Château-Gontier, en août 1830 en remplacement de Michel Seguin. Nommé par ordonnance du gouvernement de la Monarchie de Juillet le 7 janvier 1831, membre du Conseil général de la Mayenne, il est ensuite élu aux Élections cantonales de 1833 dans la Mayenne, où il reste en poste jusqu'en 1848.
Il va diriger la ville de Château-Gontier jusqu'en 1852. Sous son administration systématiquement opposée à l'enseignement congréganiste, des travaux importants furent entrepris : construction des quais, du pont, de l'abattoir, percement des boulevards, embellissement du Bout-du-Monde, et même, l'établissement des Frères des écoles chrétiennes. 
Des notes biographiques insinuent que ce fut lui qui fit venir Louis-Xiste Delaplace à Château-Gontier, ajoutant qu’il lui avança les fonds nécessaires pour monter son imprimerie.
Il échoue aux Élections législatives de 1842 contre Étienne Duboys Fresney, mais est élu aux Élections législatives de 1846, comme député de la Mayenne de 1846 à 1848, où il siège dans la majorité conservatrice. Il soutient jusqu'en 1848 le Gouvernement François-Pierre Guizot.
Il est battu aux Élections législatives de 1848, et 1852 .
Il est chevalier de la Légion d'honneur le 30 avril 1843.

### Famille
- Pierre René Martinet ∞  Jeanne Françoise Perrine Querruel
  - Léa (1813)
  - Pierre Joseph Bernard (1814-1883[4])[5]
  - Emile (1818-1896)[6]